# Prisoner (album Cher)
Prisoner − szesnasty solowy album amerykańskiej piosenkarki Cher. Został wydany 22 października 1979 roku nakładem wytwórni Casablanca. Pierwszym singlem promującym album został utwór „Hell On Wheels”, który osiągnął umiarkowany sukces plasując się na miejscu 59 notowania Billboard Hot 100. Sam album nie odniósł sukcesu na listach przebojów.

## Tło wydania
Prisoner  to drugi album Cher z 1979 roku, a także jej drugie wydawnictwo wydane przez Casablanca Records. Jest to ostatni album wyprodukowany przez Boba Estyego. W porównaniu do stylu disco z poprzedniego albumu Prisoner ma stosunkowo dużo brzmień z nurtu new wave. Album był reklamowany przez artystkę jako pierwszy album zawierający utwory napisane wyłącznie dla niej.
Na okładce albumu Cher wydaje się być zupełnie naga, z długimi włosami owiniętymi wokół piersi. Jest zakuta w łańcuchy a nadgarstki i kostki są mocno spętane szerokimi metalowymi opaskami. Okładka wzbudziła kontrowersje wśród niektórych grup obrońców praw kobiet za jej potencjalnie postrzegany wizerunek jako „seksualnej niewolnicy”.

## Lista utworów
| Pierwsza strona | Pierwsza strona        | Pierwsza strona          | Pierwsza strona |
| Nr              | Tytuł utworu           | Autorzy                  | Długość         |
| --------------- | ---------------------- | ------------------------ | --------------- |
| 1.              | „Prisoner”             | David Paich              | 5:50            |
| 2.              | „Holdin' Out For Love” | Tom Snow, Cynthia Weil   | 4:23            |
| 3.              | „Shoppin'”             | Michelle Aller, Bob Esty | 4:30            |
| 4.              | „Boys and Girls”       | Billy Falcon             | 3:54            |
|                 |                        |                          | 18:37           |

| Druga strona | Druga strona     | Druga strona             | Druga strona |
| Nr           | Tytuł utworu     | Autorzy                  | Długość      |
| ------------ | ---------------- | ------------------------ | ------------ |
| 1.           | „Mirror Image”   | Michael Brooks, Bob Esty | 4:52         |
| 2.           | „Hell on Wheels” | Michelle Aller, Bob Esty | 5:38         |
| 3.           | „Holy Smoke!”    | Michelle Aller, Bob Esty | 4:56         |
| 4.           | „Outrageous”     | Michelle Aller, Bob Esty | 3:10         |
|              |                  |                          | 18:36        |

## Personel
- Cher - główny wokal
- Michelle Aller, Arnold McCuller, Luther Van Dross, Ginger Blake, Laura Creamer, Linda Dillard - chórki
- Jeff Porcaro, Alvin Taylor, Rick Shlosser, Mike Baird  - bębny
- Kim Hutchcroft, Gary Herbi - saksofon
- David Williams, Robby Krieger, Steve Lukather, Ira Newborn, Joey Brasler - gitara
- Tom Snow - keyboard
- David Paich, John Hobbs - pianino
- Paulinho Da Costa, Larry Emerine, Alan Estes, Oliver C. Brown - perkusja
- Bill Reichenbach Jr. - puzon
- Victor Feldman - kotły, tamburyn